# 葉克強
葉克強（英語：James Yap，1933年—2003年），菲律賓華人，台灣前籃球運動員。他出生於鼓浪嶼，五歲時移居菲律賓，畢業於菲律濱中正學院，曾代表中華民國參加1954年世界籃球錦標賽和1956年夏季奧林匹克運動會等國際賽事，其中在1956年夏季奧林匹克運動會協助球隊獲得第11名的成績。退役後仍待在菲律賓，直至逝世。

## 外部連結
- 葉克強在fiba.basketball（英语）
- 葉克強在fiba.basketball（英语）
- 葉克強在fiba.basketball（英语）
- 葉克強在archive.fiba.com（archived）（英语）
- 葉克強在archive.fiba.com（archived）（英语）
- 葉克強在Basketball-Reference.com（國際）（英语）
- 葉克強在Proballers（英语）
- 葉克強在Olympedia（英语）